# Campeonato FIBA Asia de 2007
El XXIV Campeonato FIBA Asia de 2007(第24回FIBAアジア男子バスケットボール選手権徳島大会) se celebra en Japón entre el 28 de julio y el 5 de agosto. El evento es organizado por la Federación Asiático de Baloncesto (FIBA Asia) y por la Asociación Japonesa de Baloncesto (JABBA).
El campeón fue Irán, que derrotó a Líbano en la final. De esta manera, los iraníes clasificaron a los Juegos Olímpicos de 2008 y representaron a Asia en el FIBA Diamond Ball de ese año como campeones continentales.

## Sedes
- Asty Tokushima (ja:徳島県立産業観光交流センター)
- Gimnasio de Tokushima (ja:徳島市立体育館)

## Grupos
| Grupo A   | Grupo B                | Grupo C    | Grupo D       |
| --------- | ---------------------- | ---------- | ------------- |
| China     | Líbano                 | Catar      | Corea del Sur |
| Irán      | Japón                  | India      | China Taipéi  |
| Jordania  | Kuwait                 | Kazajistán | Siria         |
| Filipinas | Emiratos Árabes Unidos | Indonesia  | Hong Kong     |

## Rondas de Clasificación

### Grupo A
| Equipo    | Pts | G | P | Dif   |
| --------- | --- | - | - | ----- |
| Irán      | 6   | 3 | 0 | 1.000 |
| Jordania  | 5   | 2 | 1 | 0.667 |
| Filipinas | 4   | 1 | 2 | 0.333 |
| China     | 3   | 0 | 3 | 0.000 |

### Grupo B
| Equipo              | Pts | G | P | Dif   |
| ------------------- | --- | - | - | ----- |
| Japón               | 6   | 3 | 0 | 1.000 |
| Líbano              | 5   | 2 | 1 | 0.667 |
| Unix Amiga Emulator | 4   | 1 | 2 | 0.333 |
| Kuwait              | 3   | 0 | 3 | 0.000 |

### Grupo C
| Equipo     | Pts | G | P | Dif   |
| ---------- | --- | - | - | ----- |
| Catar      | 6   | 3 | 0 | 1.000 |
| Kazajistán | 5   | 2 | 1 | 0.667 |
| India      | 4   | 1 | 2 | 0.333 |
| Indonesia  | 3   | 0 | 3 | 0.000 |

### Grupo D
| Equipo        | Pts | G | P | Dif   |
| ------------- | --- | - | - | ----- |
| Corea del Sur | 6   | 3 | 0 | 1.000 |
| China Taipéi  | 5   | 2 | 1 | 0.667 |
| Hong Kong     | 4   | 1 | 2 | 0.333 |
| Siria         | 3   | 0 | 3 | 0.000 |

## Fases Semifinales

### Grupo E
| Equipo       | Pts | G | P | Dif   |
| ------------ | --- | - | - | ----- |
| Líbano       | 6   | 3 | 0 | 1.000 |
| Irán         | 5   | 2 | 1 | 0.667 |
| Catar        | 4   | 1 | 2 | 0.333 |
| China Taipéi | 3   | 0 | 3 | 0.000 |

### Grupo F
| Equipo        | Pts | G | P | Dif   |
| ------------- | --- | - | - | ----- |
| Kazajistán    | 5   | 2 | 1 | 0.667 |
| Corea del Sur | 5   | 2 | 1 | 0.667 |
| Japón         | 4   | 1 | 2 | 0.333 |
| Jordania      | 4   | 1 | 2 | 0.333 |

## Ronda Final
|  | Semifinales   | Semifinales |    |               | Final        | Final |  |
|  |               |             |    |               |              |       |  |
|  |               |             |    |               |              |       |  |
|  |               |             |    |               |              |       |  |
|  | Líbano        | 76          |    |               |              |       |  |
|  | Corea del Sur | 74          |    |               |              |       |  |
|  |               |             |    |               |              |       |  |
|  |               |             |    |               |              |       |  |
|  |               |             |    |               | Líbano       | 69    |  |
|  |               | Irán        | 74 |               |              |       |  |
|  |               |             |    |               |              |       |  |
|  |               |             |    |               |              |       |  |
|  |               |             |    |               | Tercer lugar |       |  |
|  |               |             |    |               |              |       |  |
|  | Irán          | 75          |    | Corea del Sur | 80           |       |  |
|  | Kazajistán    | 62          |    |               | Kazajistán   | 76    |  |